# بريت هاريسون
بريت هاريسون (بالإنجليزية: Bret Harrison)‏ هو عازف قيثارة وممثل أمريكي، ولد في 6 أبريل 1982 في الولايات المتحدة.

## أعمال

### مسلسلات
- أم
- ريبر
- معاقب مدى الحياة

## وصلات خارجية
- بريت هاريسون على موقع IMDb (الإنجليزية)
- بريت هاريسون على موقع ألو سيني (الفرنسية)
- بريت هاريسون على موقع أول موفي (الإنجليزية)
- بريت هاريسون على موقع إن إن دي بي (الإنجليزية)
- بريت هاريسون على موقع قاعدة بيانات الفيلم (الإنجليزية)
- بريت هاريسون على موقع كينوبويسك (الروسية)